# Jennifer Paige
Jennifer Paige (Marietta, 3 de setembro de 1973) é uma cantora estadunidense que alcançou o sucesso com o hit pop de 1998 “Crush”.

## Biografia
Jennifer Paige nasceu em uma família de músicos em Marietta, Georgia. Ela começou a cantar aos 5 anos em cafés e restaurantes locais com seu irmão mais velho Chance Scoggins. Ela continuou suas performances artísticas na escola Pebblebrook High School onde estudou dança, voz e drama.
Aos 17 anos, ela viajou o país como uma performance cover, Vivid Image, e acabou se mudando para Los Angeles. Em agosto de 1996, ela se apresentou em sua cidade natal, Atlanta, na frente de 50 000 pessoas nos Jogos Olímpicos. No mesmo ano, Paige se juntou ao produtor Andy Goldmark. Eles começaram com uma versão dance do clássico de Aretha Franklin, Chain of Fools. A gravação chamou a atenção da Edel Records, cujo presidente, Jonathan First, procurava por um novo rosto pop.
Ele ficou tão impressionado com o talento de Paige que ele foi até Los Angeles e lhe deu o seu primeiro contrato. O seu álbum de estreia, “Jennifer Paige” foi lançado em agosto de 1998, e o single “Crush” se tornou um hit chegando ao #3 na Billboard Hot 100. Até hoje esse foi o seu maior sucesso.
Jennifer Paige lançou mais dois álbuns, “Positively Somewhere” em setembro de 2001 e “Best Kept Secret” em abril de 2008, além de um álbum coletânea “Flowers: The Jennifer Paige Hits Collection” em 2003.